# Pae Dong-Suk
Pae Dong-Suk es una deportista norcoreana que compitió en judo. Ganó una medalla de bronce en el Campeonato Mundial de Judo de 1997, y una medalla de oro en el Campeonato Asiático de Judo de 1996.

## Palmarés internacional
| Campeonato Mundial  | Campeonato Mundial           | Campeonato Mundial | Campeonato Mundial |
| Año                 | Lugar                        | Medalla            | Categoría          |
| ------------------- | ---------------------------- | ------------------ | ------------------ |
| 1997                | París (Francia)              | Medalla de bronce  | –48 kg             |
| Campeonato Asiático |                              |                    |                    |
| Año                 | Lugar                        | Medalla            | Categoría          |
| 1996                | Ciudad Ho Chi Minh (Vietnam) | Medalla de oro     | –48 kg             |